# Cystodytes mucosus
Cystodytes mucosus är en sjöpungsart som beskrevs av Monniot 1988. Cystodytes mucosus ingår i släktet Cystodytes och familjen Polycitoridae. Inga underarter finns listade i Catalogue of Life.